# Società Calcio Albanova 1994-1995
Questa pagina raccoglie le informazioni riguardanti la Società Calcio Albanova nelle competizioni ufficiali della stagione 1994-1995.

## Rosa
Fonte.
| N. |                   | Ruolo | Calciatore         |
| -- | ----------------- | ----- | ------------------ |
|    | Italia (bandiera) | P     | Massimo Lotti      |
|    | Italia (bandiera) | P     | Vincenzo Tonziello |
|    | Italia (bandiera) | D     | Massimo Cavaliere  |
|    | Italia (bandiera) | D     | Giovanni Ferraro   |
|    | Italia (bandiera) | D     | Secondo Galluccio  |
|    | Italia (bandiera) | D     | Antonio Martone    |
|    | Italia (bandiera) | D     | Giovanni Palomba   |
|    | Italia (bandiera) | D     | Pierluigi Prete    |
|    | Italia (bandiera) | D     | Vincenzo Schettini |
|    | Italia (bandiera) | C     | Ciro Cantile       |
|    | Italia (bandiera) | C     | Domenico Izzo      |

| N. |                   | Ruolo | Calciatore         |
| -- | ----------------- | ----- | ------------------ |
|    | Italia (bandiera) | C     | Luigi Liguori      |
|    | Italia (bandiera) | C     | Pasquale Mancino   |
|    | Italia (bandiera) | C     | Pasquale Matarese  |
|    | Italia (bandiera) | C     | Gennaro Merolla    |
|    | Italia (bandiera) | C     | Luigi Moggio       |
|    | Italia (bandiera) | C     | Stefano Sacco      |
|    | Italia (bandiera) | A     | Guglielmo Esposito |
|    | Italia (bandiera) | A     | Mario Guidotti     |
|    | Italia (bandiera) | A     | Francesco Lomonaco |
|    | Italia (bandiera) | A     | Egidio Pirozzi     |

## Risultati

### Campionato

#### Girone di andata
| 4 settembre 1994 1ª giornata | Albanova | 3 – 0 | Molfetta |  |

| 11 settembre 1994 2ª giornata | Castrovillari | 1 – 2 | Albanova |  |

| 18 settembre 1994 3ª giornata | Albanova | 1 – 0 | Vastese |  |

| 25 settembre 1994 4ª giornata | Catanzaro | 1 – 1 | Albanova |  |

| 2 ottobre 1994 5ª giornata | Nocerina | 1 – 0 | Albanova |  |

| 9 ottobre 1994 6ª giornata | Albanova | 2 – 0 | Frosinone |  |

| 16 ottobre 1994 7ª giornata | Sangiuseppese | 0 – 2 | Albanova |  |

| 23 ottobre 1994 8ª giornata | Albanova | 1 – 0 | Formia |  |

| 30 ottobre 1994 9ª giornata | Albanova | 2 – 0 | Bisceglie |  |

| 6 novembre 1994 10ª giornata | Matera | 1 – 0 | Albanova |  |

| 13 novembre 1994 11ª giornata | Albanova | 2 – 0 | Battipagliese |  |

| 20 novembre 1994 12ª giornata | Astrea | 3 – 0 | Albanova |  |

| 27 novembre 1994 13ª giornata | Albanova | 2 – 0 | Savoia |  |

| 4 dicembre 1994 14ª giornata | Sporting Benevento | 1 – 0 | Albanova |  |

| 11 dicembre 1994 15ª giornata | Albanova | 1 – 0 | Fasano |  |

| 18 dicembre 1994 16ª giornata | Avezzano | 1 – 1 | Albanova |  |

| 23 dicembre 1994 17ª giornata | Albanova | 2 – 1 | Trani |  |

#### Girone di ritorno
| 15 gennaio 1995 18ª giornata | Molfetta | 0 – 0 | Albanova |  |

| 22 gennaio 1995 19ª giornata | Albanova | 1 – 1 | Castrovillari |  |

| 29 gennaio 1995 20ª giornata | Vasto Marina | 2 – 1 | Albanova |  |

| 12 febbraio 1995 21ª giornata | Albanova | 1 – 0 | Catanzaro |  |

| 26 febbraio 1995 22ª giornata | Albanova | 0 – 0 | Nocerina |  |

| 5 marzo 1995 23ª giornata | Frosinone | 0 – 0 | Albanova |  |

| 12 marzo 1995 24ª giornata | Albanova | 2 – 0 | Sangiuseppese |  |

| 19 marzo 1995 25ª giornata | Formia | 1 – 1 | Albanova |  |

| 26 marzo 1995 26ª giornata | Bisceglie | 0 – 0 | Albanova |  |

| 2 aprile 1995 27ª giornata | Albanova | 0 – 0 | Matera |  |

| 9 aprile 1995 28ª giornata | Battipagliese | 1 – 0 | Albanova |  |

| 15 aprile 1995 29ª giornata | Albanova | 0 – 0 | Astrea |  |

| 23 aprile 1995 30ª giornata | Savoia | 0 – 1 | Albanova |  |

| 30 aprile 1995 31ª giornata | Albanova | 0 – 0 | Sporting Benevento |  |

| 7 maggio 1995 32ª giornata | Fasano | 2 – 0 | Albanova |  |

| 14 maggio 1995 33ª giornata | Albanova | 1 – 0 | Avezzano |  |

| 21 maggio 1995 34ª giornata | Trani | 3 – 2 | Albanova |  |